# XO éditions
 (novembre 2022).
Pour les articles homonymes, voir XO.
Les éditions XO  sont une maison d'édition française appartenant à Editis.

## Historique
La maison d'édition XO éditions a été créée en 2000, par l'éditeur Bernard Fixot. Depuis 2000, plus de 300 titres furent publiés, 273 ont figuré parmi les meilleures ventes[source secondaire souhaitée] et 209 ont été largement vendus dans le monde entier[source secondaire souhaitée].
Participation à 25 % d'Editis, puis à 100 % (2006)[source secondaire souhaitée].

## Quelques auteurs connus de la maison d'édition
- Sophie Audouin-Mamikonian (la série Tara Duncan du tome 6 au tome 11) ;
- Nicolas Beuglet (Le Cri) ;
- Mireille Calmel (Le Chant des sorcières) ;
- Mireille Darc (Mon père) ;
- Max Gallo (Collection de biographies et de romans) ;
- Mike Horn (Latitude zéro, Conquérant de l'impossible, À l'école du Grand Nord, Objectif : Pôle Nord de nuit, Vouloir toucher les étoiles) ;
- Christian Jacq (La Pierre de Lumière, La Reine Liberté, Le Dernier Rêve de Cléopâtre) ;
- Cyril Massarotto (Dieu est un pote à moi) ;
- Guillaume Musso (Je reviens te chercher, La Fille de Brooklyn, ...) ;
- Jean-Pierre Périer (Oncle Dan) ;
- Anne Plichota et Cendrine Wolf (Oksa Pollock, Susan Hopper...) ;
- Romain Sardou (Pardonnez nos offenses, L'Éclat de Dieu, Une seconde avant Noël, Personne n'y échappera, Sauver Noël, Délivrez-nous du mal, L’Arche de Noël) ;
- Nicolas Sarkozy (Témoignage) ;
- Charlotte Valandrey (Vers le 8e ciel) ;
- Nicolas Vanier (Solitude nord) ;
- Emmanuel Macron (Révolution) ;
- Frédéric Mitterrand (Napoléon III) ;
- Patrick Sébastien (Comme un poisson dans l'herbe, Inéluctable, Même que ça s'peut pas !, Le vrai goût des tomates mûres, Le Bonheur n'est pas interdit, Et si on était bienveillant) ;
- Valéry Giscard d'Estaing (Europa - La dernière chance de l'Europe ; Mathilda ; La Princesse et le Président)[2]
- Bernard Minier (Glacé)